# Boys Town (pel·lícula)
 Boys Town és una pel·lícula estatunidenca biogràfica estrenada el 1938 basada en l'obra de Edward J. Flanagan referida a un grup de nois amb problemes i delinqüents en una casa que va fundar i anomenar "Boys Town". La protagonitza Spencer Tracy com el Pare Edward J. Flanagan, i Mickey Rooney, Henry Hul, Gen Reynolds, Edward Norris, i Addison Richards. La pel·lícula va ser escrita per Dore Schary, Eleanore Griffin i John Meehan, i dirigida per Norman Taurog.
El llegendari cap de la Metro-Goldwyn-Mayer, Louis B. Mayer, que era ucrainiano-americà jueu, i que tenia profundes reserves amb relació a l'Església Catòlica, més tard deia que era la seva pel·lícula favorita a la MGM. El 1941, la MGM va fer fet una seqüela, Men of Boys Town, on Spencer Tracy i Mickey Rooney va reprendre els seus papers de la pel·lícula anterior.

## Argument
El pare Flanagan (Spencer Tracy) lluita per aconseguir una comunitat on els nois amb problemes puguin créixer i convertir-se en homes honrats. Però les seves idees sobre els nois trontollen amb l'arribada de Whitey Marsh (Mickey Rooney), un jove inadaptat que admira el seu germà perquè és un gàngster. Flanagan intenta portar-lo pel bon camí i descobreix que la millor teràpia per a aquests nois són els combats de boxa que ell mateix arbitra. D'aquesta forma, Whitey comença a redimir-se i col·laborar amb el capellà...

## Repartiment
- Spencer Tracy: Pare Edward J. Flanagan
- Mickey Rooney: Whitey Marsh
- Henry Hull: Dave Morris
- Leslie Fenton: Dan Farrow
- Gene Reynolds: Tony Ponessa
- Edward Norris: Joe Marsh
- Addison Ricassos: Jutge
- Minor Watson: Bisbe
- Jonathan Hale: John Hargraves
- Bobs Watson: Pee Wee
- Tommy Noonan (no surt als crèdits): Red

## Premis i nominacions

### Premis
- 1939: Oscar al millor actor per Spencer Tracy
- 1939: Oscar al millor guió original per Eleanore Griffin i Dore Schary

### Nominacions
- 1939: Oscar a la millor pel·lícula
- 1939: Oscar al millor director per Norman Taurog